# نصفيات المنقار
نصفيات المنقار أو أبو منقار هي فصيلة أسماك زينة موطنها جزيرة سولاويزي، حجمها 3 انش أو 7,5 سم، تحتاج إلى درجة حرارة من 75-79 فهرنهايت (24-27 مئوية)، والحموضة من 6.8-7.5. السمكة شبه عدوانية وولودة، كما تحب العيش في مجموعات. تكون الوان زعانف الذكر كثيرة ويكون لديه قطعة من اللحم سوداء على الفك الأسفل.تكون الوان زعانف الانثى أقل ويكون لديها قطعة من اللحم حمراء أو بدون لون على الفك الأسفل.يمكن وضع مجموعة صغيرة من هذه الأسماك مع اسماك أخرى مسالمة بنفس الحجم. يجب وضع غطاء للحوض لانها تميل للقفز. يلقح الذكر انثاه في مياه قليلة الارتفاع، نظيفة، وحامضية قليلا. تلد الانثى بعد حوالي 6-8 أو حتى 10 أشهر 3/4. يكون طول الصغار من 0.75 انش أو 1.8 سم. يجب تغذية الصغار على يرقات الروبيان أو الانفيزوريا. هذه الأسماك آكلة اللحوم وستتقبل الغذاء المجمد والحي والديدان الحية والمجمدة وقطع صغيرة من اللحم.